# Kelvis Padrino
Kelvis José Padrino Villazana (* 26. Februar 1997 in Pariaguán) ist ein venezolanischer Sprinter, der sich auf den 400-Meter-Lauf spezialisiert hat. Er wurde über diese Distanz 2021 Südamerikameister und siegte mit der venezolanischen 4-mal-400-Meter-Staffel 2023 bei den Südamerikameisterschaften sowie 2022 bei den Südamerikaspielen.

## Sportliche Laufbahn
Erste Erfahrungen bei internationalen Meisterschaften sammelte Kelvis Padrino im Jahr 2013, als er bei den Jugendweltmeisterschaften in Donezk mit 48,70 s in der ersten Runde im 400-Meter-Lauf ausschied. Im Jahr darauf belegte er bei den Jugendsüdamerikameisterschaften in Cali in 48,89 s den sechsten Platz. Bei den IAAF World Relays 2017 auf den Bahamas schied er mit der venezolanischen 4-mal-200-Meter-Staffel mit 1:25,69 min im Vorlauf aus und anschließend erreichte er bei den Südamerikameisterschaften in Luque in 46,67 s Rang fünf über 400 Meter und gewann in der 4-mal-400-Meter-Staffel in 3:07,74 min die Bronzemedaille hinter den Teams aus Kolumbien und Brasilien. Anschließend wurde er bei den Juegos Bolivarianos in Santa Marta in 47,00 s Vierter im Einzelbewerb und gewann mit der Staffel in 3:06,32 min die Silbermedaille hinter Kolumbien. 2018 nahm er an den Südamerikaspielen in Cochabamba teil und belegte dort in 47,93 s den siebten Platz und gewann mit der Staffel in 3:05,75 min die Silbermedaille hinter Kolumbien. Anschließend schied er bei den Zentralamerika- und Karibikspielen in Barranquilla mit 48,07 s in der Vorrunde über 400 Meter aus und belegte im Staffelbewerb in 3:06,62 min den vierten Platz. Daraufhin wurde er bei den U23-Südamerikameisterschaften in Cuenca in 46,96 s Fünfter über 400 Meter.
2019 belegte er bei den Südamerikameisterschaften in Lima in 46,72 s den vierten Platz über 400 Meter und startete anschließend bei den Panamerikanischen Spielen ebendort, bei denen er aber mit 46,99 s in der ersten Runde ausschied. Zudem erreichte er dort in 3:10,65 min den achten Platz mit der venezolanischen Stafette. 2021 siegte er dann bei den Südamerikameisterschaften in Guayaquil in 45,82 s im 400-Meter-Lauf und wurde in 21,03 s Fünfter über 200 Meter. Im Jahr darauf gewann er bei den Juegos Bolivarianos in Valledupar in 46,96 s die Silbermedaille über 400 Meter hinter dem Dominikaner Robert King und sicherte sich im Staffelbewerb in 3:07,28 min die Silbermedaille hinter dem Team aus Kolumbien. Im Oktober siegte er in 3:06,54 min gemeinsam mit Julio Rodríguez, Javier Gómez und José Antonio Maita bei den Südamerikaspielen in Asunción und gewann in 46,41 s die Silbermedaille hinter dem Argentinier Elián Larregina. Zudem gelangte er in der Mixed-Staffel mit 3:22,91 min auf Rang vier. 2023 belegte er bei den Zentralamerika- und Karibikspielen in San Salvador in 45,97 s den siebten Platz über 400 Meter und gelangte mit der Staffel mit 3:03,00 min auf Rang vier. Anschließend belegte er bei den Südamerikameisterschaften in São Paulo in 46,06 s den vierten Platz über 400 Meter und siegte mit der Staffel in 3:04,14 min. Im November wurde er dann bei den Panamerikanischen Spielen in Santiago de Chile in 3:06,04 min Vierter im Staffelbewerb. Im Jahr darauf gewann er bei den Hallensüdamerikameisterschaften in Cochabamba in 47,39 s die Bronzemedaille hinter dem Argentinier Elián Larregina und Lucas Vilar aus Brasilien. Zudem siegte er mit der Staffel mit neuem Meisterschaftsrekord von 3:11,41 min. 2025 siegte er mit der Staffel in 3:18,29 min erneut im Staffelbewerb bei den Hallensüdamerikameisterschaften ebendort und sicherte sich über 400 Meter in 47,42 s die Silbermedaille hinter dem Argentinier Larregina. Ende April siegte er in 46,02 s bei den Südamerikameisterschaften in Mar del Plata über 400 Meter und gewann im Staffelbewerb in 3:09,18 min die Bronzemedaille hinter den Teams aus Brasilien und Argentinien.
2021 wurde Padrino venezolanischer Meister im 200- und 400-Meter-Lauf. Zudem wurde er 2024 Landesmeister in der 4-mal-100-Meter-Staffel sowie in der Mixed-Staffel über 4-mal 400 Meter.

## Persönliche Bestzeiten
- 200 Meter: 21,03 s (+1,9 m/s), 31. Mai 2021 in Guayaquil
- 400 Meter: 45,74 s, 15. Mai 2021 in Barquisimeto
  - 400 Meter (Halle): 47,39 s, 28. Januar 2024 in Cochabamba